# Grand Prix FIDE 2014-2015

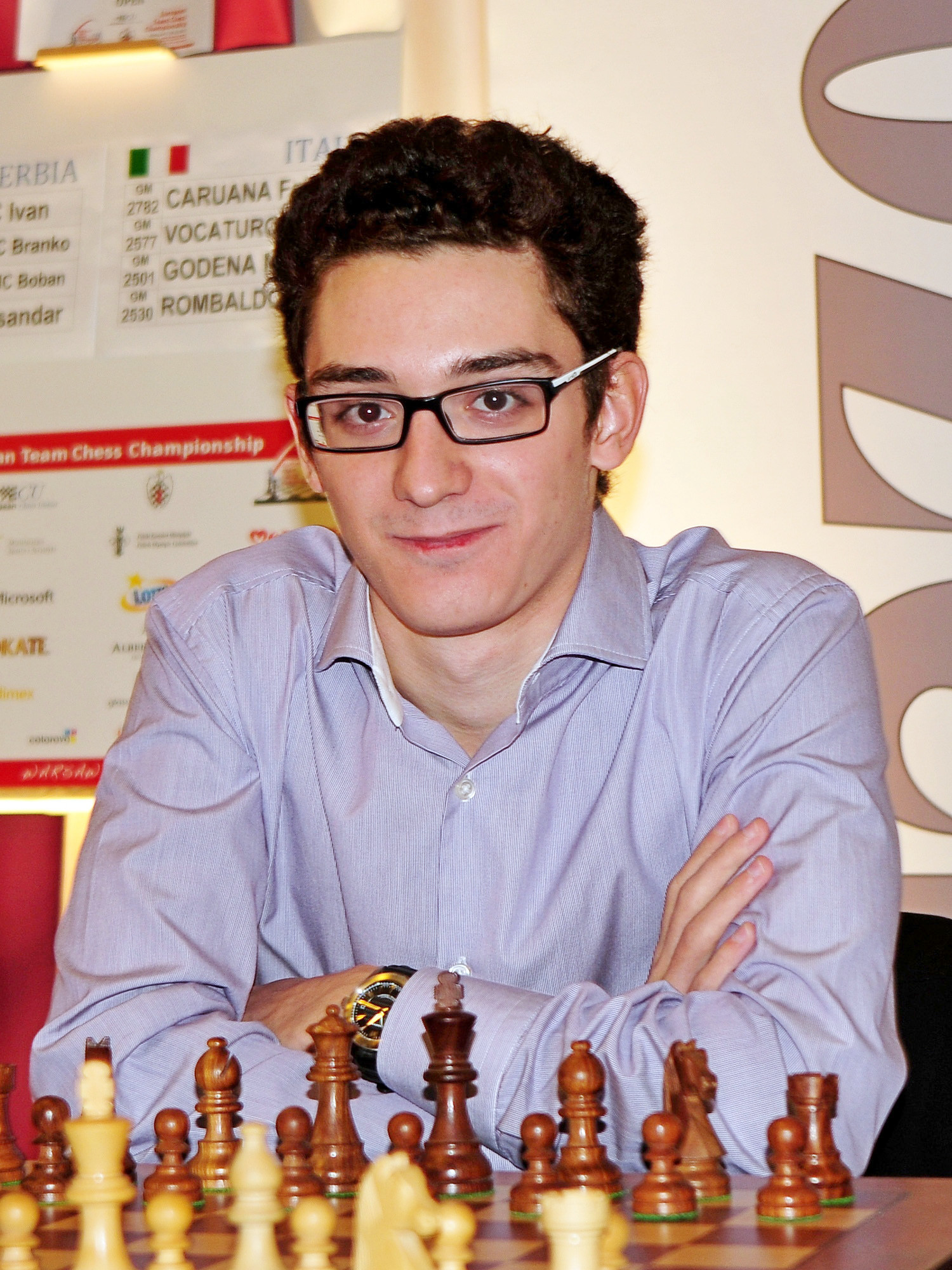
Fabiano Caruana, vainqueur du Grand Prix FIDE 2014-2015

Le Grand Prix FIDE 2014-2015 est une compétition internationale de jeu d'échecs organisée par la FIDE en 2014-2015, composé de quatre tournois fermés qui réunissent chacun douze joueurs. Le premier et le deuxième (Fabiano Caruana et Hikaru Nakamura) du classement final sont qualifiés pour le tournoi des candidats disputé l'année suivante (2016), qui est le tournoi de sélection du challenger pour le championnat du monde d'échecs 2016.

## Organisation
Le calendrier et le lieu des manifestations ont été les suivant : 
- du 1er au 15 octobre 2014 : Bakou (Azerbaïdjan) ;
- du 20 octobre au 3 novembre 2014:  Tachkent (Ukraine) ;
- du 14 au 28 février 2015: Téhéran (Iran) ;
- du 13 au 27 mai 2015 : Moscou (Russie).

| Place | Prix par tournoi | Points |
| ----- | ---------------- | ------ |
| 1     | €20 000          | 170    |
| 2     | €15 000          | 140    |
| 3     | €13 000          | 110    |
| 4     | €11 000          | 90     |
| 5     | €10 000          | 80     |
| 6     | €9 500           | 70     |
| 7     | €9 000           | 60     |
| 8     | €8 500           | 50     |
| 9     | €7 500           | 40     |
| 10    | €6 500           | 30     |
| 11    | €5 500           | 20     |
| 12    | €4 500           | 10     |

Chacun des joueurs joue trois tournois et la FIDÉ attribue 170 points au vainqueur d'un tournoi, 140 au deuxième, 110 au troisième, 90 au quatrième, 80 au cinquième, 70 au sixième, 60 au septième, 50 au huitième. En cas d'ex æquos, les joueurs se partagent les points. Par exemple, les cinq troisièmes du tournoi de Bakou 2014 marquèrent 82 points (soit un total de 110 + 90 + 80 + 70 + 60 = 410 points pour les cinq).
Payé par Agon Limited, propriétaire de la marque World Chess, ainsi que le propriétaire des droits commerciaux du cycle des championnats d'échecs de la FIDÉ, le total des prix est de 120 000 € par tournoi (soit 480 000 € au total) et se répartit comme dans la table.

### Participants
En tout 16 joueurs ont été qualifiés selon diverses modalités :  
| Joueur                 | Fédération  | Mode de qualification                             |
| ---------------------- | ----------- | ------------------------------------------------- |
| Dmitry Andreikin       | Russie      | Coupe du monde d'échecs 2013                      |
| Evgueni Tomachevski    | Russie      | Coupe du monde d'échecs 2013                      |
| Maxime Vachier-Lagrave | France      | Coupe du monde d'échecs 2013                      |
| Fabiano Caruana        | Italie      | Selon la moyenne Elo entre mai 2013 et avril 2014 |
| Aleksandr Grichtchouk  | Russie      | Selon la moyenne Elo entre mai 2013 et avril 2014 |
| Hikaru Nakamura        | États-Unis  | Selon la moyenne Elo entre mai 2013 et avril 2014 |
| Sergueï Kariakine      | Russie      | Selon la moyenne Elo entre mai 2013 et avril 2014 |
| Leinier Domínguez      | Cuba        | Selon la moyenne Elo entre mai 2013 et avril 2014 |
| Shakhriyar Mamedyarov  | Azerbaïdjan | Selon la moyenne Elo entre mai 2013 et avril 2014 |
| Boris Guelfand         | Israël      | Selon la moyenne Elo entre mai 2013 et avril 2014 |
| Peter Svidler          | Russie      | Selon la moyenne Elo entre mai 2013 et avril 2014 |
| Dmitri Iakovenko       | Russie      | Quatre joueurs nommés par les organisateurs       |
| Teimour Radjabov       | Azerbaïdjan | Quatre joueurs nommés par les organisateurs       |
| Rustam Qosimjonov      | Ouzbékistan | Quatre joueurs nommés par les organisateurs       |
| Baadur Jobava          | Géorgie     | Quatre joueurs nommés par les organisateurs       |
| Anish Giri             | Pays-Bas    | Nommé par le Président de la FIDÉ                 |

## Palmarès des quatre tournois du Grand Prix
| Lieu            | Année | Dates                   | Vainqueur(s)                                     | Points (/11) | Deuxième(s)                                 | Troisième(s)                                                                                  | Quatrième(s)                                                               |
| --------------- | ----- | ----------------------- | ------------------------------------------------ | ------------ | ------------------------------------------- | --------------------------------------------------------------------------------------------- | -------------------------------------------------------------------------- |
| Bakou           | 2014  | 1-15 octobre            | Fabiano Caruana Boris Guelfand                   | 6,5          |                                             | Aleksandr Grichtchouk Sergueï Kariakine Hikaru Nakamura Peter Svidler Evgueni Tomachevski (6) |                                                                            |
| Tachkent        | 2014  | 20 octobre - 3 novembre | Dmitri Andreïkine                                | 7            | Shakhriyar Mamedyarov Hikaru Nakamura (6,5) |                                                                                               | Baadur Jobava Maxime Vachier-Lagrave Sergueï Kariakine Fabiano Caruana (6) |
| Tbilissi        | 2015  | 14-28 février           | Evgueni Tomachevski                              | 8            | Dmitri Iakovenko (6,5)                      | Teimour Radjabov (6)                                                                          | Rustam Qosimjonov Leinier Dominguez Anish Giri Shakhriyar Mamedyarov (5,5) |
| Khanty-Mansiïsk | 2015  | 13-27 mai               | Fabiano Caruana Hikaru Nakamura Dmitri Iakovenko | 6,5          |                                             |                                                                                               | Leinier Dominguez Boris Guelfand (6)                                       |

## Classement général
| Place | Joueur                 | Elo et rang (octobre 2014) | Bakou 2014 | Tachkent 2014 | Tbilissi 2015 | Khanty -Mansiïsk 2015 | Total |
| ----- | ---------------------- | -------------------------- | ---------- | ------------- | ------------- | --------------------- | ----- |
| 1     | Fabiano Caruana        | 2 844 (n°2)                | 155        | 75            | —             | 140                   | 370   |
| 2     | Hikaru Nakamura        | 2 764 (n°9)                | 82         | 125           | —             | 140                   | 347   |
| 3     | Dmitri Iakovenko       | 2 747 (n°17)               | —          | 30            | 140           | 140                   | 310   |
| 4     | Ievgueni Tomachevski   | 2 701 (n°45)               | 82         | —             | 170           | 30                    | 282   |
| 5     | Boris Guelfand         | 2 748 (n°16)               | 155        | 15            | —             | 85                    | 255   |
| 6     | Shakhriyar Mamedyarov  | 2 764 (n°10)               | 35         | 125           | 75            | —                     | 235   |
| 7     | Sergueï Kariakine      | 2 767 (n°8)                | 82         | 75            | —             | 55                    | 212   |
| 8     | Teimour Radjabov       | 2 726 (n°25)               | 50         | 50            | 110           | —                     | 210   |
| 9     | Dmitri Andreïkine      | 2 722 (n°27)               | 20         | 170           | 10            | —                     | 200   |
| 10    | Aleksandr Grichtchouk  | 2797 (n°4)                 | 82         | —             | 40            | 55                    | 177   |
| 11    | Anish Giri             | 2 768 (n°7)                | —          | 40            | 75            | 55                    | 170   |
| 12    | Leinier Dominguez      | 2 751 (n°15)               | 10         | —             | 75            | 85                    | 170   |
| 13    | Peter Svidler          | 2 732 (n°20)               | 82         | —             | 20            | 55                    | 157   |
| 14    | Baadur Jobava          | 2 717 (n°32)               | —          | 75            | 40            | 20                    | 135   |
| 15    | Maxime Vachier-Lagrave | 2 757 (n°13)               | —          | 75            | 40            | 10                    | 125   |
| 16    | Rustam Qosimjonov      | 2 706 (n°43)               | 35         | 15            | 75            | —                     | 125   |